# لووفکا
لووفکا (انگلیسی: Lvovka) یک شهرک در شهرستان فیودوروفسکی استان باشقیرستان کشور روسیه است.